# Michal Kubal
Michal Kubal (* 12. října 1976 Stod) je český novinář, reportér a moderátor, v letech 2008 až 2012 působil jako zahraniční zpravodaj České televize v USA se sídlem ve Washingtonu, v letech 2013 až 2023 vedl zahraniční redakci ČT, od roku 2023 je šéfredaktorem zpravodajství a publicistiky ČT a od ledna 2016 moderuje i hlavní zpravodajský pořad Události. Je nositelem Ceny Ferdinanda Peroutky a Novinářské křepelky.

## Život
Po absolvování plzeňského gymnázia vystudoval Fakultu sociálních věd Univerzity Karlovy, v září roku 2003 se stal šéfem zahraniční redakce České televize, během své kariéry působil v řadě zemí, např. v Bosně a Hercegovině, Kosovu, Makedonii, Jugoslávii, Albánii, Pákistánu, Afghánistánu, Sýrii a Iráku. V Iráku byl 11. dubna 2004 spolu s kameramanem Petrem Klímou a redaktorem ČRo Vítem Pohankou unesen povstalci a 16. dubna 2004 byli propuštěni.
V letech 2008 až 2012 byl zahraničním zpravodajem ČT v USA. Od ledna 2013 byl opět vedoucím redaktorem zahraničního zpravodajství České televize. Od 1. ledna 2016 pak moderuje i hlavní zpravodajskou relaci České televize – pořad Události – když nahradil Anetu Savarovou, která pozici "dočasně" uvolnila ze zdravotních důvodů. Od listopadu 2023 se stal novým šéfredaktorem zpravodajství a publicistiky České televize po Petru Mrzenovi.
Michal Kubal je ženatý. Jeho manželkou je Anetta Kubalová (rozená Petrovičová), bývalá zpravodajka České televize na Slovensku a od 11. května 2014 moderátorka pořadu Objektiv. Mají spolu čtyři děti – Zoju, Kryštofa, Šimona a Tadeáše.
Dne 3. července 2019 měl premiéru film Spider-Man: Daleko od domova, jehož děj se odehrává i v České republice. Ve snímku krátce vystupuje i Kubal, jenž v televizním vysílání česky informuje diváky o situaci v českém hlavním městě.

## Dílo
- KUBAL, Michal; ŠÁMALOVÁ, Barbora; ŠULC, František. Válka o Irák očima tří českých reportérů. Praha: Volvox Globator, 2003. 453 s. ISBN 80-7207-506-3.
- KUBAL, Michal; GIBIŠ, Vojtěch. Pandemie. Praha: Kniha Zlín, 2020. 644 s. ISBN 978-80-7662-047-6.
- KUBAL, Michal; GIBIŠ, Vojtěch. Pandemie: anatomie krize. Praha: Kniha Zlín, 2021. 800 s. ISBN 9788076622418.